# Калабро (Месина)
Калабро је насеље у Италији у округу Месина, региону Сицилија.
Према процени из 2011. у насељу је живело 113 становника. Насеље се налази на надморској висини од 193 м.